# اقتصاد الدار البيضاء

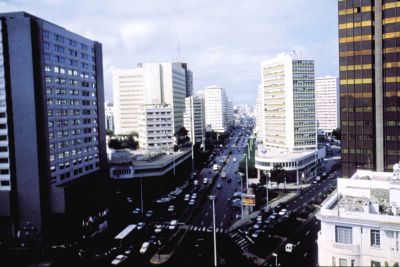
شارع القوات المسلحة الملكية

الدار البيضاء هي مدينة ميناء تقع على الساحل الأطلسي لغرب المغرب. وهي أكبر مدينة في المغرب، فهي تمتلك الميناء الرئيسي، وتُعد العاصمة الاقتصادية. تأسست مدينة الدار البيضاء في 1515 من قبل البرتغاليين، الذين دمروا البلدة القديمة الأصلية آنفا قبل سنوات. وكان ميناؤها موقعاً استراتيجياً هاماً خلال الحرب العالمية الثانية كما استضافت مؤتمر الدار البيضاء في عام 1943. كما يوجد بها مطار محمد الخامس الدولي. وتضم الدار البيضاء أغنى وأرقى جوانب حياة المغرب وإسلوبه وهندسته المعمارية. وتُعتبر الدار البيضاء واحدة من أكثر المدن التي تعرض فن عمارة واسع ومتنوع في العالم.

## نظرة اقتصادية عامة
تعتبر الدار البيضاء القوة الرائدة في التنمية الاقتصادية في المغرب وتمثل رابطة التجارة الاقتصادية الرئيسية للمنطقة الأفريقية الأوروبية. الدار البيضاء هي المركز الصناعي في المغرب، وتضم أكثر من نصف المصانع في البلاد، وعمليات الاستثمار والتجارة. ونصف المعاملات المصرفية التجارية في المغرب تُجرى في الدار البيضاء.
ويُعد ميناء الدار البيضاء واحداً من الموانئ العالمية الرئيسية لتصدير الفوسفاط والمركز الإداري لتجارتها. ولدى الدار البيضاء أيضاً أعلى تركيز للنشاط الصناعي الخفيف والثقيل، وتجهيز الأغذية، والمنسوجات، وإنتاج الجلود والسياحة.
وتؤكد الأرقام المنشورة في عام 2010 من قبل شعبة التنبؤات المالية والبحوث في المغرب أن التفاوتات كبيرة بين الأقاليم فيما يتعلق بدخل الفرد من الناتج المحلي الإجمالي. ففي الدار البيضاء الكبرى، على سبيل المثال، يبلغ متوسطها 3.6 وهو أضعاف تازة الحسيمة تاونات، حيث بلغت 25918 و 7257 درهم على التوالي خلال الفترة 2000-2007.

## البيانات الاقتصادية
ُتعتبر منطقة الدار البيضاء الكبرى قاطرة تنمية الاقتصاد المغربي. وهي تجتذب 32٪ من وحدات الإنتاج في البلاد و 56٪ من المجتمع الصناعي. وتستخدم المنطقة 30٪ من إنتاج الكهرباء الوطنية. وبفضل 93 مليار درهم، فهي تُسهم بنسبة 44٪ من الإنتاج الصناعي للمملكة. وتُسيطر على 33٪ من الصادرات الصناعية الوطنية، التي تبلغ قيمتها 27 مليار درهم، إذ أن حوالي 3.6 مليار دولار، تأتي من الدار البيضاء الكبرى. ويتركز 30٪ من الشبكة المصرفية المغربية في الدار البيضاء.
ويُعد الفوسفاط واحداً من أهم صادرات الدار البيضاء. وتشمل الصناعات الأخرى الصيد وتعليب الأسماك والمناشير وصناعة الأثاث ومواد البناء والزجاج والمنسوجات والإلكترونيات والأعمال الجلدية والأغذية المصنعة والبيرة والمشروبات الروحية والمشروبات الغازية والسجائر.
ويمثل نشاط الموانئ البحرية في الدار البيضاء والمحمدية 50٪ من التدفقات التجارية الدولية للمغرب.
كما أن مكتب هوليت-باكارد للبلدان الناطقة بالفرنسية في أفريقيا يقع في الدار البيضاء.